# Hilbertrum
Ett Hilbertrum (efter David Hilbert) är inom matematiken ett inre produktrum som är fullständigt med avseende på den norm som definieras av den inre produkten. Hilbertrum generaliserar och klargör begrepp såsom vissa linjära transformationer (till exempel fouriertransformer) och är absolut nödvändiga i formuleringen av kvantmekaniken. Hilbertrum studeras inom funktionalanalys.

## Introduktion
Varje inre produkt <.,.> på ett reellt eller komplext vektorrum H ger upphov till en norm ||.|| enligt
{\displaystyle \|x\|={\sqrt {\langle x,x\rangle }}}
H kallas ett Hilbertrum om det är fullständigt med avseende på denna norm. Med fullständigt menas här att varje cauchyföljd av element från rummet H konvergerar mot ett element i samma rum, i meningen att normen av skillnader mellan elementen i följden och gränsvärdet går mot 0. Varje Hilbertrum är därmed även ett banachrum, medan omvändningen inte gäller allmänt.
Alla ändligdimensionella inre produktrum (som euklidiska rum) med den vanliga skalärprodukten är Hilbertrum. I vissa tillämpningar, som till exempel kvantmekanik, förekommer dock ofta oändligtdimensionella Hilbertrum. Den inre produkten tillåter oss att använda oss av "geometriska" konstruktioner som vi är vana vid från ändligdimensionella rum. Av alla oändligdimensionella topologiska rum är Hilbertrummen de "trevligaste" då de är mest lika de ändligdimensionella rummen.
Elementen i Hilbertrummen kallas ibland för "vektorer", i allmänhet är de följder eller funktioner. Inom kvantmekaniken så beskrivs ett fysiskt system av ett komplext Hilbertrum, vilket innehåller vågfunktionerna som beskriver de möjliga tillstånden hos systemet.
Ett mål för fourieranalysen är att uttrycka en given funktion som en (möjligen oändlig) summa av givna basfunktioner. Detta är ett problem som kan studeras abstrakt i ett Hilbertrum; varje Hilbertrum har en ortonormal bas, och varje element i Hilbertrummet kan uttryckas unikt som en linjärkombination av dessa baselement.
Hilbertrummen fick sitt namn efter David Hilbert som studerade dem i samband med integralekvationer. Definitionen gavs däremot av John von Neumann.

## Exempel
Exempel av Hilbertrum är Rn och Cn med den inre produkten
{\displaystyle \langle x,y\rangle =\sum _{k=1}^{n}x_{k}^{*}y_{k}}
där * indikerar komplexkonjugatet.
Mer typiska är de oändligdimensionella Hilbertrummen, i synnerhet rummen {\displaystyle L_{w}^{2}(D)} som består av de funktioner vars kvadrat multiplicerat med en så kallad viktfunktion, w, är Lebesgue-integrerbara över domänen D, och vars värdemängd ligger i R eller C, modulo underrummet av de funktioner vars kvadratiska integral är noll. Den inre produkten mellan två funktioner f och g ges då av
{\displaystyle \langle f,g\rangle =\int f(t)^{*}g(t)w(t)\,dt}
Användandet av Lebesgue-integralen försäkrar oss om att rummet är fullständigt.
(Man bör komma ihåg att per definition så är en Lebesgue-integrerbar funktion en Lebesgue-mätbar funktion f sådan att integralen av |f| är ändlig. Således, en funktion f ligger i Hilbertrummet L2 endast om integralen av |f|2 är ändlig. Se Lp rum för en vidare diskussion av detta exempel.)
Ett Hilbertrum vars element är följder ges av l2. Där är elementen följder (xn) av reella (eller komplexa) tal sådana att
{\displaystyle \sum _{n=1}^{\infty }|x|^{2}<\infty }
Den inre produkten av x = (xn) och y = (yn) definieras av
{\displaystyle \langle x,y\rangle =\sum _{n=1}^{\infty }x_{n}^{*}y_{n}}
Generellt: om B är någon mängd så definieras l2(B) som mängden av alla funktioner x : B → R or C sådana att:
{\displaystyle \sum _{b\in B}\left|x\left(b\right)\right|^{2}<\infty }
Detta rummet blir ett Hilbertrum om vi definierar
{\displaystyle \langle x,y\rangle =\sum _{b\in B}x\left(b\right)^{*}y\left(b\right)}
för alla x och y i l2(B).
På ett sätt (mer om detta nedan) så är varje Hilbertrum på formen l2(B) för en lämplig mängd B.

## Baser
Ett viktigt begrepp är begreppet ortonormal bas av ett Hilbertrum H: en delmängd B av H med tre egenskaper:
1. Varje element i B har norm 1: <e, e> = 1 för alla e i B
2. Givet två olika, godtyckliga element e och f i B, så har vi att: <e, f> = 0. Vi säger att de är ortogonala.
3. Elementen i B spänner upp en tät delmängd av H.

Exempel på ortonormala baser:
- mängden {(1,0,0),(0,1,0),(0,0,1)} bildar en ortonormal bas i R3
- mängden {fn : n ∈ Z} med fn(x) = exp(2πinx) ger en ortonormal bas för det komplexa rummet L2([0,1])
- mängden {eb : b ∈ B} med eb(c) = 1 om b=c och 0 i övrigt, ger en ortonormal bas av l2(B).

Notera att i det oändligdimensionella fallet så kommer en bas inte vara en bas i samma betydelse som i linjär algebra; varje element i Hilbertrummet kan inte skrivas som en ändlig linjärkombination av elementen i en ortogonal bas. En bas i linjäralgebraisk mening, som är sådan att varje element i Hilbertrummet kan skrivas som en ändlig linjärkombination av baselementen kallas en Hamelbas.
Genom att använda Zorns lemma så kan man visa att varje Hilbertrum kan ges en ortonormal bas, och att två olika baser för samma rum har samma kardinalitet. Ett Hilbertrum är separabelt om och endast om det kan ges en uppräknelig bas.
Eftersom alla oändligdimensionella separabla Hilbertrum är isomorfa, och nästan alla Hilbertrum som används i fysiken är separabla så avses ett godtyckligt Hilbertrum när en fysiker talar om Hilbertrummet.
Om B är en ortonormal bas av H så kan varje element x i H skrivas som
{\displaystyle x=\sum _{b\in B}\langle b,x\rangle b}
Även om B är ouppräknelig så kommer endast ett uppräkneligt antal termer i denna summa vara skilda från noll, och uttrycket är därför väldefinierat. Summan kallas även fourierutvecklingen av x.
Om B är en ortonormal bas av H så är H isomorf med l2(B) på följande sätt: det existerar en bijektiv linjär avbildning Φ : H → l2(B) sådan att
{\displaystyle \langle \Phi \left(x\right),\Phi \left(y\right)\rangle =\langle x,y\rangle }
för alla x och y i H.

## Reflexivitet
En viktig egenskap hos alla Hilbertrum är att de är reflexiva. Det finns till och med mer att säga: man kan helt och hållet beskriva dess dualrum (rummet av alla kontinuerliga linjära funktioner från H till R (eller C). Riesz representationssats påstår att till varje element φ i dualrummet H så finns ett och endast ett element u i H sådant att
{\displaystyle \phi \left(x\right)=\langle u,x\rangle } för alla x i H
och kopplingen φ ↔ u ger en antilinjär isomorfism mellan H and H'. Denna motsvarighet utnyttjas i bra-ket-notationen som fysiker uppskattar men som matematikerna skyr.

## Begränsade operatorer
Givet ett Hilbertrum H, så finns ett speciellt intresse av att studera de kontinuerliga linjära operatorerna A : H → H. Sådana kontinuerliga operatorer är begränsade i betydelsen att de avbildar begränsade mängder på begränsade mängder. Detta tillåter en att definiera dess norm som
{\displaystyle \lVert A\rVert =\mathrm {sup} _{\lVert x\rVert \leq 1}\lVert Ax\rVert }
Summan och kompositionen av två kontinuerliga linjära operatorer är återigen kontinuerlig och linjär. Låt y vara ett element i H. Avbildningen som tar x till <y, Ax> är linjär och kontinuerlig, och enligt Riesz representationssats kan därmed representeras på formen
{\displaystyle \langle A^{*}y,x\rangle =\langle y,Ax\rangle }
Detta definierar en ny kontinuerlig linjär operator A* : H → H, den adjungerade operatorn av A.
Mängden L(H) som bestå av alla kontinuerliga linjära operatorer på H, tillsammans med addition och kompositionsoperationerna, normen och den adjungerade operatorn, bildar en C*-algebra. Faktum är att detta är motivet till, och det viktigaste exemplet på, en C*-algebra.
Ett element A av L(H) kallas självadjungerad eller hermitsk om A* = A. Dylika operatorer ha många egenskaper gemensamt med de reella talen, och kan i vissa lägen ses som generaliseringar av dem.
Ett element U av L(H) kallas unitär om U är inverterbar och dess invers ges av U*. Detta kan även formuleras genom att kräva att <Ux, Uy> = <x, y> för alla x och y i H. De unitära operatorerna bildar en grupp under komposition.

## Ortogonala komplement och projektioner
Om S är en delmängd av Hilbertrummet H så definieras
{\displaystyle S^{+}=\left\{x\in H:\langle x,s\rangle =0\ \forall s\in S\right\}}
Mängden S+ är en sluten delmängd av H och bildar därmed självt ett Hilbertrum. Om S är ett slutet underrum av H så kallas S+ för det ortogonala komplementet till S, eftersom varje x i H kan i detta fall på ett unit sätt skrivas som en summa
x = s + t
där s i S och t i S+. Funktionen P : H → H som avbildar x på s kallas då den ortogonala projektionen på S. P är i sig en självadjungerad kontinuerlig linjär operator på H med egenskapen att P2 = P; och varje operator med denna egenskap är en ortogonal projektion på något slutet underrum. För varje x i H, P(x) är det element i S som är närmast x.

## Obegränsade operatorer
I kvantmekanik betraktar man även linjära operatorer som inte behöver vara kontinuerliga eller definierade på hela rummet H. 
Man kräver endast att de är definierade på ett tätt delrum av H. Det är möjligt att definiera självadjungerade obegränsade operatorer, och dessa spelar rollen av observerbara storheter i den matematiska formuleringen av kvantmekaniken.
Typiska exempel på självadjungerade obegränsade operatorer på Hilbertrummet L2(R) ges av derivatan Af = if  (där i är den imaginära enheten och f är en funktion, vars kvadrat är integrabel).
Ett annat exempel är multiplikation med x: Bf(x) = xf(x). Notera att varken A eller B är definierade på hela H, eftersom i första fallet behöver derivatan A inte existera, och i fallet B behöver produktfunktionen inte vara integrarbar på det sätt som behövs. Dock är både A och B definierade i ett tätt delrum av L2(R).

## Historia
Innan Hilbertrum introducerades fanns andra generaliseringar av det euklidiska rummet. Hilbertrummet visade sig dock vara ett exemplariskt rum för kvantmekaniska beräkningar och von Neumann använde sig av sin axiomatiskt kompletta behandling av Hilbertrum i sitt betydande arbete för kvantmekaniken.

## Hilbertrum i populärkultur
Ett av rummen i datorspelet Stugan heter Hilbertrummet.